# Ablermühle
Ablermühle (auch: Ruhmühle; westallgäuerisch: Aablərmihlə, Ablandmihlə oder Ruhrmihlə) ist ein Gemeindeteil des Markts Scheidegg im bayerisch-schwäbischen Landkreis Lindau (Bodensee).

## Geographie
Die Einöde liegt circa zwei Kilometer südöstlich des Hauptorts Scheidegg, am Bach Maisach. Die Ortschaft liegt in der Region Westallgäu.

## Geschichte
Die Ruhmühle wurde erstmals im Jahr 1419 erwähnt. Ab dem Jahr 1811 kam die Bezeichnung Ablersmühle als sekundäre Bildung des Orts Ablers auf.  1886 wurde der Ort durch ein schweres Hochwasser verwüstet. Im Jahr 1892 erfolgte dann die Stilllegung der Mühle.